# (6817) Pest
(6817) Pest (1982 BP2) – planetoida z pasa głównego asteroid okrążająca Słońce w ciągu 3 lat i 186 dni w średniej odległości 2,31 j.a. Została odkryta 20 stycznia 1982 roku w Kleť Observatory w pobliżu Czeskich Budziejowic przez Antonína Mrkosa. Nazwa planetoidy pochodzi od Pesztu, wschodniej części miasta Budapeszt.